# Медина-Сидония, Луиса Исабель Альварес де Толедо
Донья Луи́са Исабе́ль Альва́рес де Толе́до и Ма́ура, 21-я герцогиня Меди́на-Сидо́ния (исп. Luisa Isabel Alvarez de Toledo, полное имя Luisa Isabel María del Carmen Cristina Rosalía Joaquina, 21 августа 1936, Эшторил, Португалия — 7 марта 2008, Санлукар-де-Баррамеда, Испания) — испанская писательница, историк и общественный деятель; последняя представительница аристократического рода Альваресов де Толедо.

## Биография
Единственная дочь Хосе Хоакина Альвареса де Толедо (1894—1955), 20-го герцога Медина-Сидония (1915—1955), и Марии дель Кармен Мауры-и-Эрреры, дочери Габриэля Мауры Гамасо, 1-го герцога де Маура, и Хулии де Эррера, 5-й графини де ла Мортера. Происходит по прямой мужской линии от Педро Альвареса де Толедо. Со стороны матери — правнучка премьер-министра Испании Антонио Мауры; приходилась четвероюродной сестрой известной актрисе Кармен Маура. Трижды грандесса Испании.
Несмотря на аристократическое происхождение, на протяжении всей жизни придерживалась радикальных левых взглядов, благодаря которым получила в прессе прозвище «Красная герцогиня» (исп. La Duquesa Roja). Была членом Испанской социалистической рабочей партии, участвовала в антифранкистском движении. Несколько раз арестовывалась, в 1971—1976 гг. жила в эмиграции во Франции.

## Литературное творчество
Дебютировала в литературе документальным романом «Стачка» (исп. La huelga; 1967, английский перевод 1971), описывающим волнения андалузских крестьян-виноделов, их жестокое подавление и антинародную роль католического духовенства. В том же году была приговорена к шестимесячному тюремному заключению за участие в событиях вокруг инцидента в Паломарес-дель-Рио: в небе над этим городком годом раньше произошла авария американского военного бомбардировщика, в результате чего на землю вылилось около 20 кг плутония. Герцогиня сперва воспользовалась своим титулом, чтобы проникнуть через кордоны в зону безопасности, а затем возглавила волнения жителей с требованием компенсации. Тюремный опыт герцогини был отражён ею в книге «Моя тюрьма» (исп. Mi cárcel), а сами события — в книге «Паломарес» (1968), собравшей свидетельства 80 жителей городка и не опубликованной вплоть до 2002 года.
Затем последовали роман «Авиабаза» (исп. La base; 1971), описывающий уничтожающее социальное, культурное и экологическое воздействие американской военной базы на местность её размещения в Испании и на окрестных жителей, роман «Охота» (исп. La Cacería; 1977), в котором сатирически изображены охотничьи забавы испанской аристократии и её презрительное отношение к андалузскому крестьянству, и ряд других произведений.
По мнению исследовательниц феминистического лагеря,

Альварес де Толедо отказывалась признавать общественные запреты, бросая вызов множеству классовых и гендерных ограничений; учитывая её большую заметность, это помогало разрушению преград, которые окружали женщин во времена франкистского режима.

## Книги по истории
Основные исторические работы герцогини Альварес были связаны с богатейшим историческим архивом, хранящимся в её замке. На основании этих материалов она выпустила две книги о короле Филиппе II и его эпохе, книгу о Непобедимой армаде, которой командовал её далёкий предок Алонсо Перес де Гусман, герцог Медина-Сидония, и ряд других трудов. Определённый резонанс имела серия публикаций герцогини, начатая в 1992 году книгами «История одного заговора» (исп. Historia de una conjura) и «Это были не мы» (исп. No fuimos nosotros) и подытоженная затем двухтомником «Africa versus America», в которой утверждалось, что между Америкой и Африкой велась морская торговля (в частности, силами финикийских купцов) задолго до открытия Америки Колумбом.

## Дворянские титулы
Дворянские титулы, признаваемые испанским Министерством юстиции:
- 21-я герцогиня Медина-Сидония, Гранд Испании (1957)
- 17-я маркиза в Виллафранка-дель-Биерзо, Гранд Испании (1957).
- 18-я маркиза Лос Велеса, Гранд Испании (1951).
- 25-я графиня Ньебла (1957).

## Личная жизнь
16 июля 1955 года в Мортере (провинция Кантабрия) она вышла замуж за Хосе Леонсио Гонсалеса де Грегорио-и-Марти (29 октября 1930 — 23 февраля 2008), сына Леонсио де Грегорио-и-Аррибаса, Мартинеса де Асагра-и-Турулья, от брака с Летисией Марти-и-Родригес де Кастро. У герцогини было трое детей, с которыми она находилась в напряжённых отношениях.
- Дон Леонсио Алонсо Гонсалес де Грегорио и Альварес де Толедо (род. 3 января 1956), 22-й герцог Медина-Сидония (с 30 июля 2008 года)
- Донья Мария дель Пилар Гонсалес де Грегорио и Альварес де Толедо (род. 10 января 1957), 13-я герцогиня Фернандина (1993—2012)
- Дон Габриэль Эрнесто Гонсалес де Грегорио и Альварес де Толедо (род. 1958)

По утверждениям младшего сына герцогини Габриэля, точку в отношениях герцогини с детьми поставил выигранный ими судебный процесс, запретивший герцогине распродавать имущество, относящееся к родовому замку, в пользу бедных.
Перед самой смертью герцогиня оформила однополый брак с Лилианой Марией Дальман (нем. Liliana Maria Dahlmann), на протяжении 20 лет работавшей у неё секретарём и возглавляющей Фонд Медина-Сидония, ответственный за родовой архив.